# Медаль Джузеппе Мотти
Медаль Джузеппе Мотти (англ. Giuseppe Motta Medal) — міжнародна правозахисна нагорода, яка вручається за видатний внесок у справу захисту прав людини, демократії, свободи слова та мирного врегулювання конфліктів.

## Історія
Медаль названа на честь Джузеппе Мотта (1871—1940) — швейцарського політика, президента Ліги Націй у 1924 році, відомого своєю відданістю принципам міжнародного миру, гуманізму та верховенства права.
Нагорода була заснована як ініціатива громадянського суспільства та правозахисних організацій, і має символічне значення в міжнародному правозахисному русі.

## Критерії вручення
Медаль присуджується особам, які проявили особисту мужність, принциповість і відданість у боротьбі за:
- захист прав людини;
- свободу преси;
- демократичні цінності;
- мирне врегулювання конфліктів.

## Відомі лауреати
- Насрін Сотуде (Іран, 2011) — адвокатка, захисниця політичних в'язнів і прав жінок в Ірані.
- Віолета Чаморро (Нікарагуа, 2005) — перша жінка-президент Нікарагуа, за внесок у демократизацію країни та свободу преси.

## Значення
Медаль Джузеппе Мотти не є державною нагородою, однак має високу моральну вагу в міжнародному правозахисному середовищі. Її вручення часто супроводжується публічним визнанням боротьби лауреатів за свободу та гідність людини.